# Monasterio de Santa María de Rioseco
El monasterio de Santa María de Rioseco se encuentra a orillas del río Ebro, en el Valle de Manzanedo, en Las Merindades de Burgos (España), junto al parque natural de las Hoces del Alto Ebro y Rudrón, a 10 km de Villarcayo y 72 km de Burgos. En 2008 entró en la Lista roja de patrimonio en peligro, pero gracias al trabajo del colectivo Salvemos Rioseco y las mejoras logradas por esta asociación, en octubre de 2018 fue excluido de esta lista. En 2019 fue nombrado por la Junta de Castilla y León Bien de Interés Cultural con la categoría de Monumento.

## Historia

### Orígenes

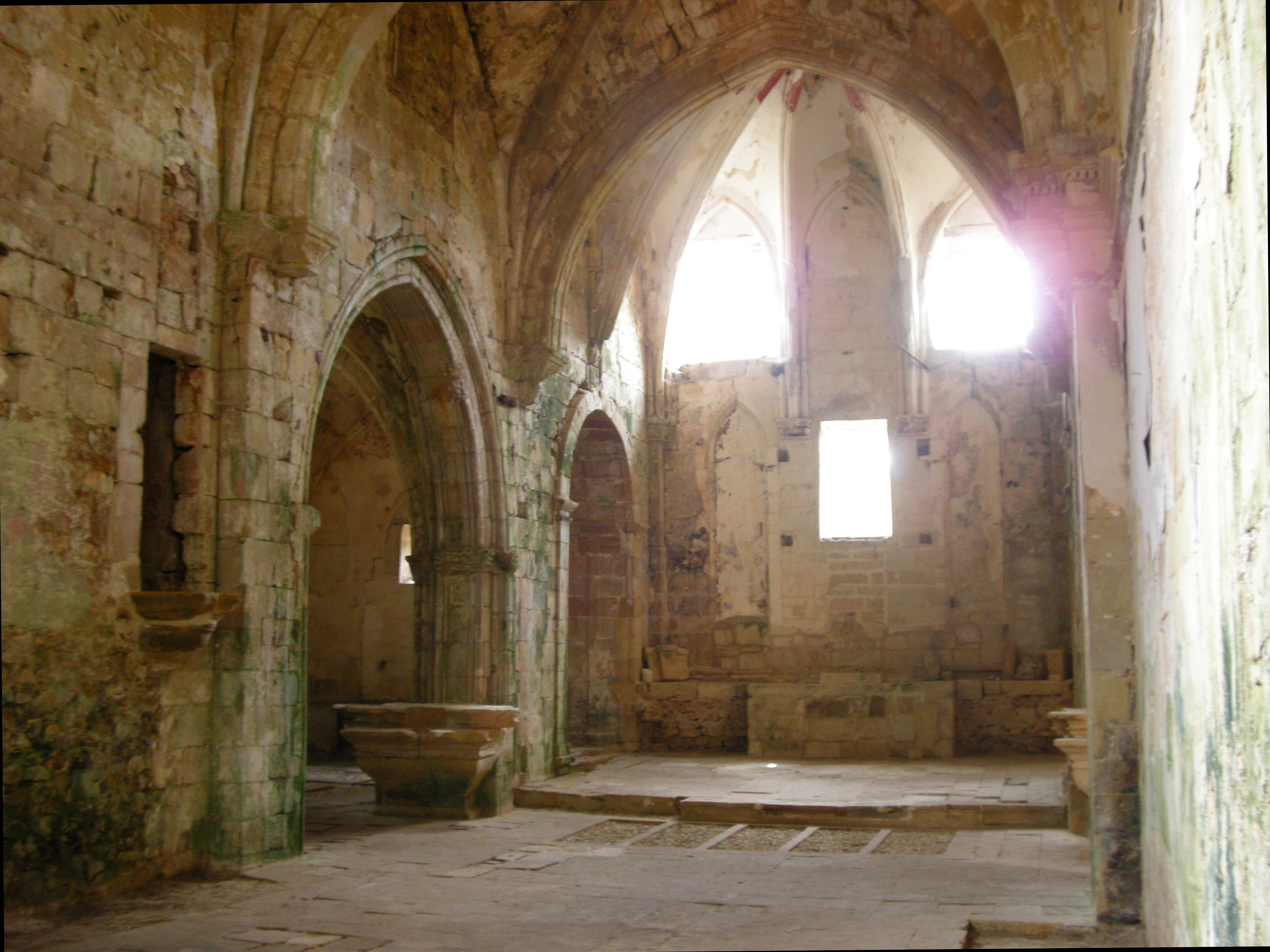
Altar de la iglesia de Santa María de Rioseco tras la reforma efectuada en la Semana del Voluntariado en 2011

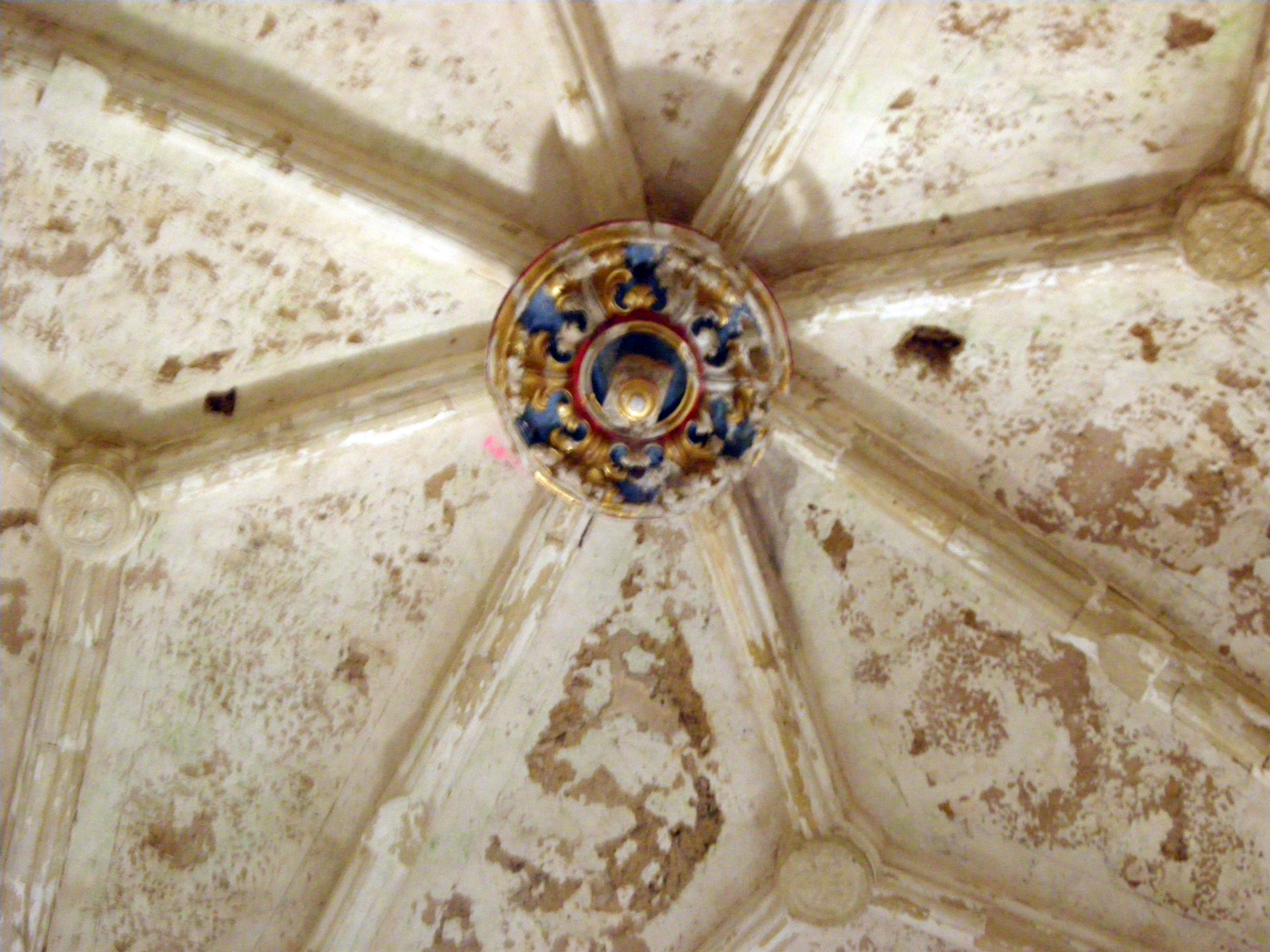
Policromía del interior de la iglesia de Santa María de Rioseco

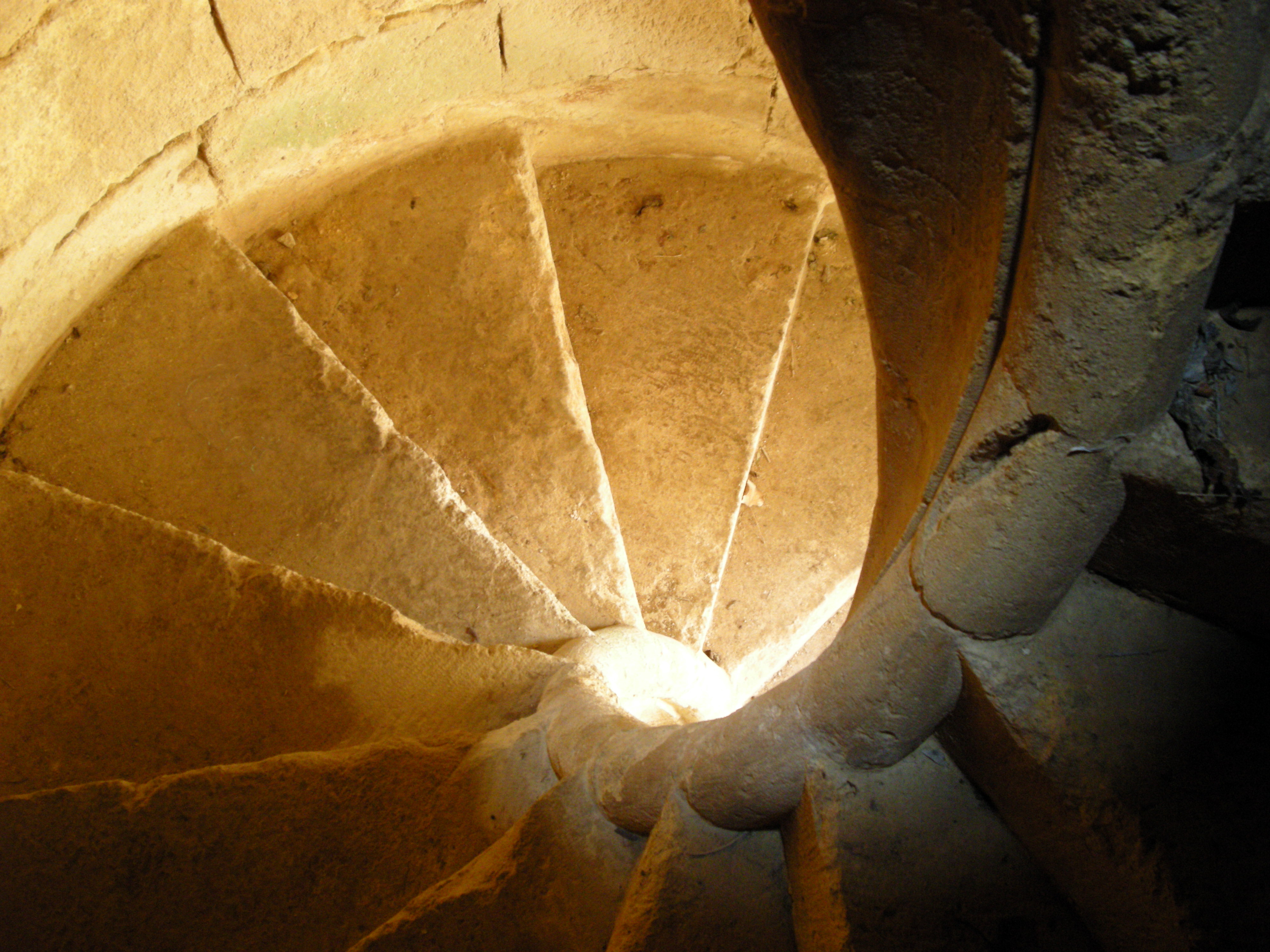
Escalera sin alma

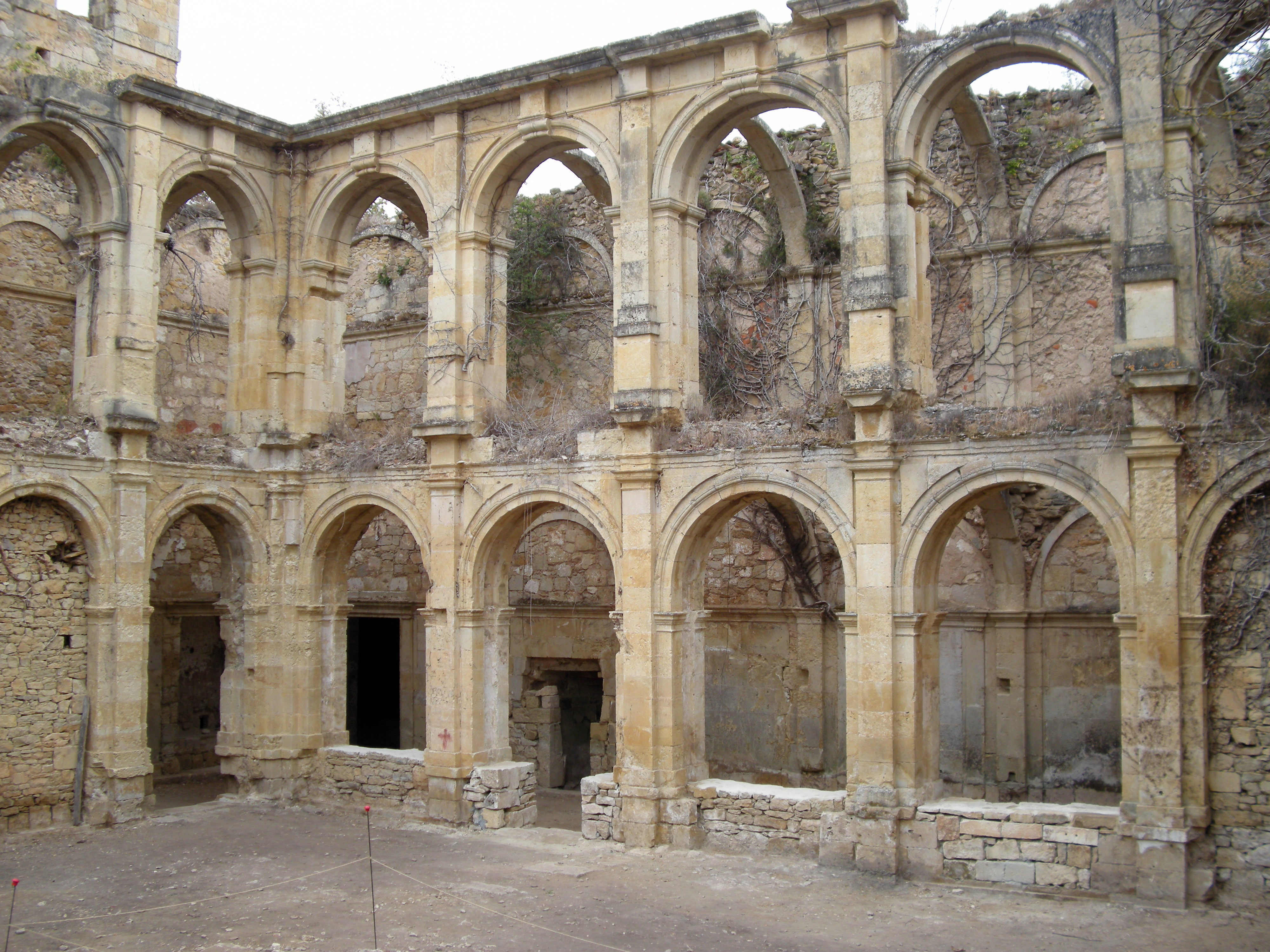
Parte del claustro del monasterio Santa María de Rioseco tras la semana del voluntariado de 2012

El monasterio Santa María de Rioseco estuvo habitado durante siglos por monjes blancos de la Orden del Císter, llamados así por su indumentaria, por contraposición a los monjes cluniacenses, conocidos como monjes negros. 
Pero no siempre estuvo ubicado donde hoy lo contemplamos. Su primer establecimiento fue en Quintanajuar, entre Cernégula y Masa. En 1142, el rey Alfonso VII el emperador entregó el monasterio de Quintanajuar al monje Cristóbal, sobre el que los estudiosos no se ponen de acuerdo en si era ya un monje blanco.
El rey Alfonso VIII deseaba pacificar la frontera de Castilla con Navarra, por eso les ofrece donaciones a los monjes de Quintanajuar, si se trasladan a San Cipriano Montes de Oca, lugar en el que se instalan en 1184. Pero no les gusta vivir en Montes de Oca, motivo por el que en los años siguientes fueron adquiriendo -bien mediante donaciones o mediante compras- terrenos en el Valle de Manzanedo. Por ello en 1204, los monjes se mudan a localidad de Rioseco, sin comunicárselo al Capítulo General y con el desagrado del rey. Por esta decisión el abad fue destituido.
Pero no se ubicaron en su actual localización al ser el terreno propiedad de los Velasco, señores de Medina de Pomar, sino junto a un arroyo que nace en Fuente Humorera y vierte sus aguas en el Ebro. Con la compra del terreno a los Velasco, la disculpa de una inundación que «destruyó» el monasterio primitivo y el beneplácito, esta vez, del Capítulo General, se trasladaron en 1236 definitivamente al que sería su último y definitivo emplazamiento.

## El Coto Redondo de Rioseco
Los monasterios cistercienses supusieron un incipiente renacimiento cultural por su proyección espiritual, inseparable de su proyecto de transformación político-social. La comunidad cisterciense estaba perfectamente estratificada; convivían los monjes «oradores» o letrados y los legos o «conversos» que se ocupaban del trabajo en las granjas. En sus mejores momentos Rioseco debió contar aproximadamente con una comunidad de cien personas, de las que 25 serían monjes y el resto conversos, novicios y criados.
En el recinto monástico estaban las dependencias de los monjes y separadas de estas la hospedería —donde se alojaban los viajeros— y el hospital, donde se cuidaba de los enfermos pobres. Asimismo los monjes se ocupaban de los indigentes que acudían al monasterio en busca de limosna, comida o ropa. Fuera del convento se encontraban las familias que trabajaban en las granjas, ventas, molinos, y batanes.
Las granjas, molinos, batanes y ventas que formaban el coto redondo del monasterio de Rioseco eran: las ventas de los Hocinos y Manzanedillo, los molinos de Congosto, Bailera, Tollo y Cueva de Manzanedo, parte del pueblo de Remolino y las granjas de San Cristóbal, Retuerto, Robledo, Fuente Humorera y Casabal. 
Es importante recordar que los monjes de Rioseco crearon una explotación agrícola modélica, imponiendo en el Valle de Manzanedo los cultivos de trigo, viñedos y lino. También introdujeron los frutales en el valle. Destacó su plan ganadero, de ahí la importancia para los monjes de prados y bosques. Su cabaña ganadera llegó a contar con 2000 cabezas de ovejas y en el Catastro de Ensenada se recoge que en su coto redondo había 200 carneros, 16 vacas, 70 cabras, 31 chivos y 12 cerdos. La importancia de su plan hidráulico justifica la elección de situar el monasterio junto al río Ebro.

## Los siglosXIXyXX. Abandono y expolio
El siglo XIX comenzó mal para el monasterio. Con la guerra de la Independencia Española, los soldados franceses embargaron gran parte de los granos que se almacenaban, a su vez los monjes fueron obligados a exclaustrarse desde 1809 hasta junio de 1814, fecha en la que, con la vuelta del absolutista Fernando VII a España pudieron regresar a Rioseco. Durante el Trienio Liberal (1820-1823) fueron de nuevo exclaustrados y salieron a pública subasta algunas de las propiedades del monasterio. Tuvieron especial aceptación y buena venta los molinos. De nuevo una orden de Fernando VII tras el fin de la revuelta liberal les devolverá al monasterio.
En 1835 la ley desamortizadora de Mendizábal —que permitía la venta de los bienes monásticos— puso fin al monasterio, siendo su último abad, Julián Barbillo. El 6 de noviembre de 1835 se procedió a la venta del monasterio. Años después, Francisco Arquiaga, comisario provincial de la subasta se quedó con él por el precio de salida, al no haber interés entre el público en adquirir este inmueble, pues, debido a las vicisitudes de los últimos años, se encontraba ya en ruinas. Arquiaga, desde el primer momento cedió la iglesia al arzobispado de Burgos, convirtiéndose desde entonces en parroquia de las granjas del monasterio.
A partir de la desamortización, la desidia, el olvido y el expolio convirtieron poco a poco al que fue un hermoso monasterio en unas peligrosas ruinas, motivo por el que en la década de los cincuenta los nietos de su comprador donaron las ruinas del cenobio al arzobispado de Burgos, su actual propietario. En la década de los sesenta la iglesia seguía en uso, prueba de ello es que en 1964 se celebró allí la última boda, la de Adelaida da Silva Rodríguez y Eduardo Peña Cuesta. Pero en la década de los setenta, poco a poco la iglesia inició su camino hacia la ruina y el olvido.

## Descripción. Etapas constructivas.
Es difícil precisar las etapas constructivas del monasterio de Rioseco, porque ha sufrido constantes remodelaciones y, sobre todo, por el estado de degradación y ruina en el que se encuentra sumido.
No obstante existen tres períodos muy diferenciados:
1.- Período de creación, o cisterciense, que podemos situar entre los siglos XIII-XIV. A él corresponde la iglesia del monasterio. Sabemos que en este primer momento constructivo existió un claustro y una sala capitular diferentes a las que conocemos hoy en día.
La arquitectura cisterciense se caracterizaba por la sobriedad ornamental, evidente en los canecillos del lado norte de la iglesia, que se decoran con motivos geométricos y en los capiteles de las columnas con sencillos motivos vegetales. La iglesia se llenaba de luz blanca a través de los apuntados ventanales de la cabecera y de las ventanas que se abrían en el lado sur de la iglesia, que en este primer momento constructivo se abrían sobre el claustro de una única altura.
2.- Etapa renacentista, en el siglo XVI. Durante este período de florecimiento económico para el monasterio se emprende un importante número de obras, entre ellas el comienzo de y alguna otra dependencia, así como la contratación de la obra del claustro y sus trazas con Juan de Naveda del Cerro, padre de Juan de Naveda.
3.- Etapa barroca, que comienza al iniciarse el siglo XVII, prolongándose hasta la centuria siguiente. Es el momento en el que se construye el actual claustro —en una de cuyas piedras aparece grabada la fecha del año 1637—. Barrocos serán algunos otros elementos distribuidos a lo largo de todo el monasterio y la inmensa mayoría de dependencias del monasterio a las que se accede desde el final de la panda, actualmente la zona más arruinada del conjunto monacal. A partir de esta fecha, se acometen importantes obras en el interior de la iglesia, donde además de puertas y decoraciones en molduras y cornisas merecen ser destacados los dos arcos en esviaje que comunican las capillas laterales de la cabecera con la principal. En el claustro se realiza la dependencia cubierta con bóveda de terceletes identificado como cilla.
Reconstrucción ideal del monasterio de Rioseco
1.- Iglesia 2.- Sala Capitular 3.- Claustro de los monjes 
4.- Cilla 5.- Claustro de 6
.- Entrada principal al monasterio
1.- Iglesia
Su planta es de una sola nave, formada por cuatro tramos de diferentes dimensiones, siendo el que se sitúa junto al crucero más ancho que los otros. La cabecera es tripartita y recta. A los pies se dispone el Coro de los Conversos, que curiosamente se sitúa en alto. El interior se cubre con bóvedas cuatripartitas y la cabecera con una bóveda de ocho nervios, confluyentes en la clave. La cabecera se ilumina con tres vulgares ventanales que permitían iluminar el interior a través del retablo principal. La primitiva cabecera gótica poseía tres ventanales apuntados, que fueron cegados posteriormente, aunque apreciamos su tracería. 
En el muro norte de la iglesia se disponía el púlpito, el acceso a la escalera de caracol que conducía al primitivo campanario y la escalera que conducía al órgano que se disponía en un enorme vano, actualmente vacío. 
El retablo mayor de la iglesia del monasterio es el que hoy preside la capilla mayor del Seminario Diocesano de Burgos, es un retablo barroco de gran estilo, colorido y recargado como venía siendo propio del Barroco. Está presidido en el centro por una bella imagen de la Virgen María, de amplias dimensiones, todo ello rodeado de querubines. 
2.- Sala capitular
La sala capitular es una de las estancias más importantes de un monasterio, se sitúa por lo general en la panda o ala este del claustro y es el lugar en el que a diario se reunían los monjes con el abad para leer cada mañana algún capítulo de la regla de la orden. Sobre ella se disponía el dormitorio de los monjes. Era la primera estancia en construirse y se comenzaba poco después de levantarse la cabecera de la iglesia.
La primitiva Sala Capitular de Rioseco era de menor altura que la actual y algo más alargada, tal y como se aprecia a través de las ventanas cegadas que daban al claustro en la primera construcción. La actual se cubre con una bóveda de terceletes, semejante a la de la cilla. La obra fue rematada en 1663 por los canteros Andrés Prieto, Cagigal, Lastras y sobre todo Pedro Sáinz.
3.- Claustro de los monjes
El monasterio de Rioseco tuvo un primer claustro de una única altura, como lo atestiguan las ventanas cegadas en el lado sur de la iglesia. El siglo XVI fue bueno para las arcas del monasterio y es entonces cuando decidieron realizar un claustro más en consonancia con el gusto de la época.
El claustro actual es un magnífico ejemplo de arquitectura clasicista. Fue contratado en 1595 con el cántabro Juan de Naveda. En del Mandatum, al Norte, se adosa la iglesia. Al sur del refectorio del que no queda nada y al oeste de arquerías de estas dos últimas pandas son las que han sufrido un deterioro mayor. En todas ellas se abrían clasicistas puertas de acceso a las dependencias, muchas de las cuales resultan difíciles de distinguir actualmente por haber sido cegadas. En de se abre el acceso a la antigua escalera principal, una bella escalera de caracol sin eje central que, en arquitectura, se denomina sin alma, semejante a la del monasterio de San Pedro de Cardeña de Burgos.
4.- La cilla
La cilla es el granero, bodega o despensa de los monasterios. En los monasterios cistercienses solía estar situada en el lado oeste —como ocurre en Rioseco—. Solía ser de planta rectangular y abovedada. Esta estancia, construida directamente sobre la roca, se cubre con una bóveda de terceletes muy similar a la de , si bien en esta ocasión se realiza a base de piedra de toba, que permite aligerar las cargas.
En el intradós del arco que precede a la bóveda encontramos una fecha —1663—, que habla de su terminación definitiva o bien de una remodelación en la segunda mitad del siglo XVII. Por los restos de cornisa antes de la bóveda, se aprecia que al menos poseía dos tramos abovedados.
En 2013 se ha abierto la puerta, hasta ahora cegada, que comunicaba el claustro con , lo que permite tener una visión mucho más atractiva de esta dependencia del claustro.
5.- El claustro de la hospedería
No queda nada de este claustro, que suele ser común en casi todos los monasterios de cierta importancia, puesto que cuando se construía un monasterio también debía estar prevista entre sus estancias la existencia de una hospedería. Por la irregularidad del terreno sobre el que se asienta el monasterio, el claustro de era de tres alturas y poseía una monumental escalera que le unía con el claustro de los monjes y de la que tampoco queda nada, salvo las siluetas de los pasamanos y la insinuación de estar cubierta con una bóveda de terceletes.
6.- Entrada principal al monasterio
La entrada principal del monasterio se abría junto a del abad, donde hoy solo se encuentra un amasijo de ruinas. Afortunadamente existe una fotografía en el Archivo de Burgos que muestra la clasicista puerta con arco de medio punto y columnas que sustentan un frontón triangular. Las columnas, de orden jónico, se relacionan íntimamente con las columnas, también jónicas, de la galería del patio al que se accedía por esta entrada principal, actualmente oculta bajo los restos de una persistente hiedra.

## Conservación
Gracias a las mejoras que desde el colectivo "Salvemos Rioseco" se han realizado en el monasterio, ya no figura en la Lista roja de patrimonio en peligro, que la asociación Hispania Nostra empezó a elaborar en el año 2006. Es más, el 15 de enero de 2019 fue declarado BIC en el BOCYL y confirmado en el BOE el 30 de enero de 2019.

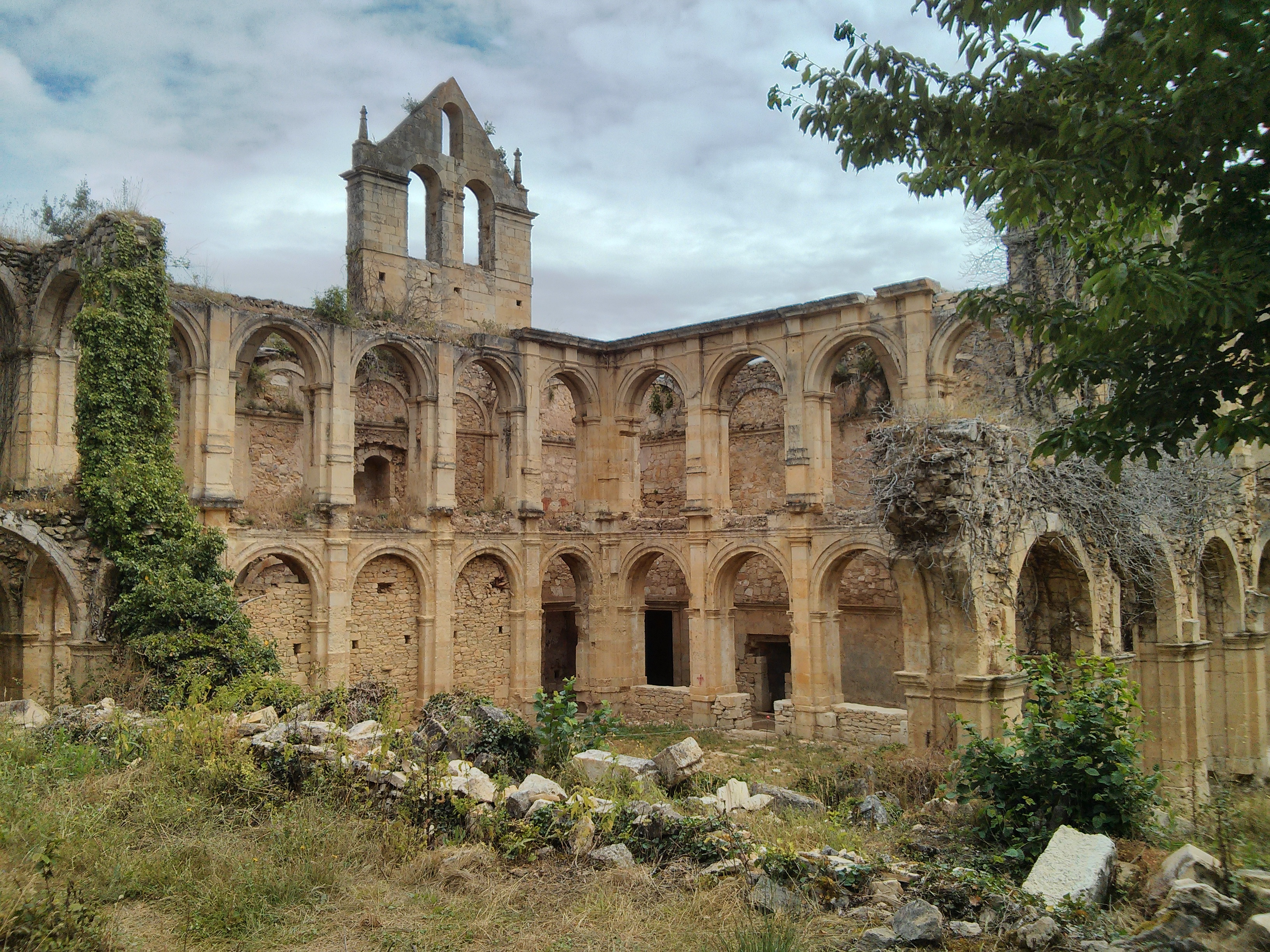
Claustro

Actualmente el colectivo de voluntarios "Salvemos Rioseco" continúan consolidando y recuperando este monasterio cisterciense. Este colectivo está formado por hombres y mujeres de las parroquias y de los pueblos del Valle del Manzanedo y de otros pueblos de las Merindades. Especialmente de profesores del claustro del IES Merindades de Castilla, alumnos del instituto, el Ayuntamiento del Valle de Manzanedo, Mazorca de Villarcayo, vecinos de Medina, jóvenes de Burgos y amigos de un montón de rincones y ciudades como Bilbao, Madrid, Valladolid… que, a pesar de la lejanía ayudan a conseguir este objetivo.

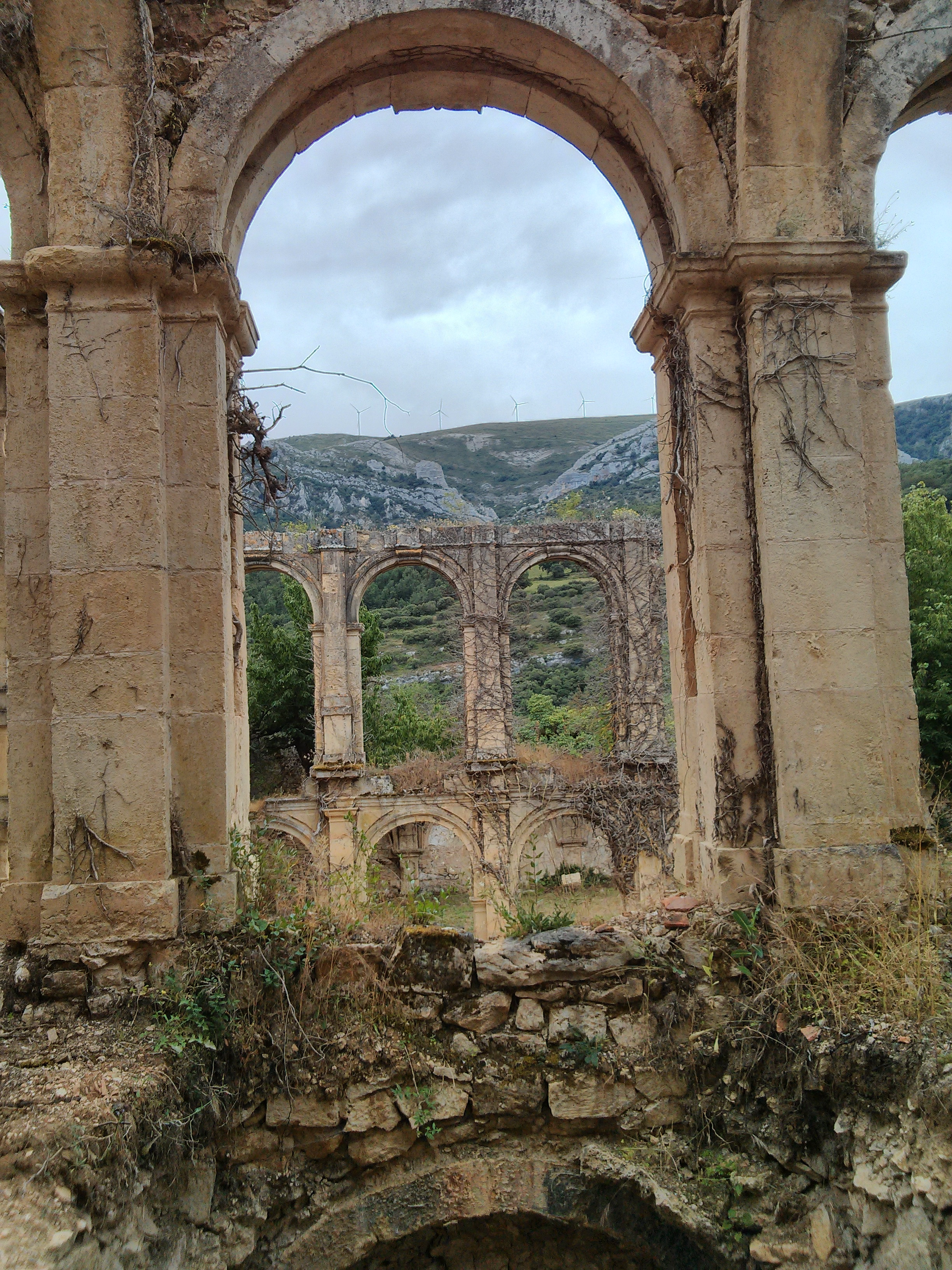
Detalle del claustro

Este colectivo ha publicado el libro Santa María de Rioseco. El monasterio evocado, de la historiadora Esther López Sobrado. Los beneficios obtenidos con la venta se dedican a la restauración del monasterio. Profesores y alumnos del Instituto de Enseñanza Media Merindades de Castilla de Villarcayo han desarrollado el proyecto «Salvemos Rioseco», premiado por Educación, y como parte del mismo durante los fines de semana de julio, agosto y septiembre hay visitas guiadas efectuadas por estos alumnos, profesores y padres en las que se puede apreciar la mejoría de este monasterio, aún en peligro de desaparecer.

## Visita: fechas y horarios
El monasterio siempre tiene sus puertas abiertas y se puede visitar el día y a la hora que se desee. Además, durante los meses estivales se organizan "«Jornadas de puertas abiertas»" para conocer el trabajo de los voluntarios y poner en valor este bello edificio del siglo XIII. Los horarios de las «Jornadas de puertas abiertas» para dar a conocer el trabajo del voluntariado en las distintas dependencias del monasterio son:
En verano, las jornadas informativas comenzarán a las 11h, 12h y 13h; por la tarde a las 17h, 18h y a las 19h. Tienen una duración de 45 minutos. Cada grupo tendrá un número máximo de 10 personas, será obligatorio llevar mascarilla y respetar la distancia de seguridad respecto a los demás visitantes.
En julio— todos los días, esto es: laborables, festivos y fines de semana.
En agosto— todos los días.
En septiembre— solo los fines de semana.
Hasta el 12 de octubre— fines de semana
Fuera de estos días y horarios también se puede visitar el monasterio pero no hay voluntarios. El resto del año solo se realizan acompañamientos a grupos de 10 personas. Para concertar un voluntario se puede enviar una solicitud a los voluntarios a través de su página web, indicando día, hora y número de interesados, también se puede solicitar información enviando un WhatsApp o llamando al teléfono 681 682 680.